# Margarete Tröstl
Margarete Walburga Tröstl (* 26. Februar 1911 in Gmünd als Margaretha Walburga Ecker; † 17. Jänner 2025 in Schrems) war eine österreichische Supercentenarian. Sie war seit November 2022 die älteste in Österreich lebende Person und seit dem Tod von Charlotte Kretschmann im August 2024 die älteste in einem deutschsprachigen Land lebende Person.

## Leben
Sie wurde im Februar 1911 im niederösterreichischen Gmünd als jüngstes von fünf Kindern von Anna (geborene Meindl; * 16. Mai 1887 in Gmünd; † 28. Oktober 1959 ebenda) und ihres Ehemannes, des Schlossers Franz Ecker (* 4. November 1885 in Schwertberg, Oberösterreich; † um 1989/1990), geboren und im März 1911 auf den Namen Margaretha Walburga getauft. Nach ihrem Schulabschluss war sie einige Jahre lang als Reiseassistentin tätig. Später arbeitete sie langjährig als Angestellte in einem der Werke des Henkel-Konzerns.
Im Jahr 1937 trat sie aus der römisch-katholischen Kirche aus und am 18. August 1945 wieder ein. Tröstl war mit einem Tischler verheiratet. Das Paar hatte einen Sohn. Mit ihrer Familie lebte Tröstl über mehrere Jahrzehnte hinweg in Wien. Nach ihrer Pensionierung zog sie Anfang der 1970er Jahre wieder zurück in ihre Heimatregion. Im Ruhestand unternahm Tröstl zahlreiche Auslandsreisen.
Ihr Vater starb im Alter von 104 Jahren. Tröstl führte ihren Haushalt bis ins hohe Alter noch weitgehend eigenständig. Erst 2014 zog sie im Alter von 103 Jahren in eine Seniorenresidenz im niederösterreichischen Schrems, wo sie seitdem lebte. Am 26. Februar 2021 wurde Tröstl 110 Jahre alt und damit zur Supercentenarian. Seit dem Tod von Luise Pompe am 11. November 2022 im Alter von 114 Jahren war Tröstl die älteste in Österreich lebende Person. Nach dem Tod von Charlotte Kretschmann wurde sie am 27. August 2024 zur ältesten lebenden Person in den deutschsprachigen Ländern.
Margarete Tröstl starb am 17. Jänner 2025 im Alter von 113 Jahren und 326 Tagen (insgesamt 41.599 Tage). Sie wurde in Gmünd bestattet. Danach galt Ottilie Reimers als älteste lebende Person im deutschsprachigen Raum.